# Placentaloslating
Een placentaloslating (solutio placentae, abruptio placentae) is een spoedsituatie waarbij de moederkoek (placenta) van de baarmoeder (uterus) loslaat.

## Oorzaken en ziektebeloop
Solutio is een gevolg van een bloeding achter de placenta, ontstaan door een afscheuring van een slagadertje in de uterus naar de placenta toe. Hoe dat komt is niet precies duidelijk, maar factoren die hierbij een rol spelen zijn:
- hypertensie bij de moeder (waaronder ook pre-eclampsie),
- roken,
- cocaïnegebruik,
- trauma,
- eerdere loslating
- PPROM ( preterm prelabour rupture of the membranes)
- metabole/ hemostatische afwijkingen

maar meestal zijn deze factoren niet aanwezig.
Door de bloeding wordt de placenta van de baarmoederwand losgewoeld waardoor geen zuurstofuitwisseling meer plaatsvindt en uiteindelijk foetale nood ontstaat. Verder kan de zwangere verbloeden en in shock raken. Uiteindelijk kan door stollingsfactorverbruik in de baarmoeder, stollingsfactoren tekortkomen elders in het lichaam.

## Symptomen
Klassiek verhaal is acuut hevige buikpijn met eventueel vaginaal bloedverlies met een harde pijnlijke baarmoeder die niet meer relaxeert (uterus en bois). Maar al deze symptomen hoeven niet aanwezig te zijn. In afnemende frequentie de volgende symptomen:
- vaginaal bloedverlies,
- pijnlijke baarmoeder,
- foetale nood met uiteindelijk sterfte,
- frequente contracties van de baarmoeder,
- hypertonie van de baarmoeder.

## Onderzoek
- CTG: conditie foetus bepalen.
- Echoscopie: een hematoom achter de placenta opsporen.
- Bloedonderzoek: stollingsonderzoek

## Behandeling
- Stabiliseren van de conditie van de moeder dmv. vocht en bloed(producten).
- Eventueel, afhankelijk van de klinische toestand van de zwangere en kind, een keizersnede.